# 绍莫杰格赖什
绍莫杰格赖什，是匈牙利绍莫吉州所辖的一个村。总面积10.81平方公里，总人口193，人口密度17.9人/平方公里（2011年1月1日）。